# 국일신동
국일신동(Kukil Metal Co. Ltd.)는 이구산업 계열의 대한민국의 황동 제품 기업이다. 본사는 경기도 안산시 단원구 번영2로 58에 위치해 있으며 대표이사는 손국이다.주력제품은 황동봉이며

## 상장
2014년 12월 29일 공모가 1,700원에 상장하였다.

## 참고 문헌
1. ↑  김종우, IBK투자증권 기업분석보고서-국일신동, 2016. 12. 09
2. ↑  국일신동, 서원 上…‘나도 초전도체 관련주’, 엘씨뉴스, 2023.08.03
3. ↑  한국IR협의회 기술분석보고서-국일신동, 2018. 6. 28[깨진 링크(과거 내용 찾기)]